# Xã Upper Providence, Quận Delaware, Pennsylvania
Xã Upper Providence (tiếng Anh: Upper Providence Township) là một xã thuộc quận Delaware, tiểu bang Pennsylvania, Hoa Kỳ. Năm 2010, dân số của xã này là 10.142 người.